# Jannik Skov Hansen
Jannik Skov Hansen (født 5. januar 1993) er en dansk fodboldspiller, der spiller for Vordingborg IF som på nuværende tidspunkt spiller i Danmarksserien.
Hansen startede sin seniorkarriere i Brøndby IF, indtil han i 2013 skiftede til HB Køge. Her var han i tre år, indtil han skiftede til Rishøj Boldklub, hvor han spillede i et halvt år i Danmarksserien. Han skiftede efterfølgende i sommeren 2016 til Skovshoved IF, for hvem han spillede for frem til årsskiftet, hvorefter han tiltrådte 2. divisionsklubben Skovshoved IF.

## Klubkarriere
Han spillede i Brøndby IF i seks år. I maj 2013 ophævede parterne samarbejdet.
Han var efterfølgende henover sommeren 2013 til to ugers prøvetræning i HB Køge, hvorefter Hansen kom på kontrakt i klubben. Efter at være hårdt plaget af skader ophævede Hansen og HB Køge i midten af marts 2016 samarbejdet, da der ikke var udsigt til spilletid i den resterende del af forårssæsonen.
Han skrev herefter under på en aftale med Rishøj Boldklubs Danmarksseriehold gældende for resten af foråret 2016.
Han skiftede den 19. juli 2016 til Hellerup IK og skiftede ved årsskiftet 2016-17 til Skovshoved IF. I løbet af et år spillede han 14 kampe og scorede tre mål for Skovshoved IF i 2. division.
I januar 2018 fik Jannik Skov Hansen kontrakt med Randers FC. Han forlod atter Randers FC i starten af januar 2019 efter blot at have spillet en kamp såvel som at have pådraget sig flere skader.